# NGC 2534
NGC 2534 is een elliptisch sterrenstelsel in het sterrenbeeld Lynx. Het hemelobject werd op 18 maart 1790 ontdekt door de Duits-Britse astronoom William Herschel.

## Synoniemen
- UGC 4268
- MCG 9-14-14
- MK 85
- ZWG 263.14
- PGC 23024